# SK Babīte

SK Babīte es un club de fútbol de Letonia que juega en la Virslīga, la primera división de fútbol en el país..

## Historia
Fue fundado en 2015 en la ciudad de Babīte , tras un año en la Primera Liga de Letonia, terminó en la 1º plaza y así ascendiendo por primera vez en su historia a la Virslīga, en apenas dos años después de su fundación.
En 2017 es sancionado por la UEFA por el supuesto amaño de 6 partidos de la temporada 2016, siendo excluido de jugar la Virslīga.

## Estadio
SK Babīte juega sus partidos de local en el Piņķi Stadium en Babīte, el cual tiene capacidad para unos 1000 espectadores.

## Jugadores

### Equipo 2017
- Datos: Q23817748